# Congrès universel d'espéranto de 1948
Pour un article plus général, voir Congrès universel d'espéranto.
Le congrès universel d’espéranto de 1948 est le 33e congrès universel d’espéranto, organisé en août 1948, à Malmö en Suède. 